# Letní sborová dílna Lomnice
Letní sborová dílna (LSD) je pěvecký workshop v Lomnici v okrese Brno-venkov, založený v roce 2008. Koná se na začátku července ve dnech navazujících na státní svátky. Zaměřuje se na sborový zpěv, sólový zpěv a ansámblový zpěv a je určený amatérským i profesionálním zpěvákům, muzikantům, sbormistrům či učitelům. Ateliéry se konají v historických budovách Lomnice. Festival LSD je zakončený závěrečným koncertem všech účastníků.

## Historie
LSD založila v roce 2008 Barbora Pavlišová jako sbormistr Lomnického sboru disharmonických amatérů. Až do současnosti je jeho programovou ředitelkou.
Inspirací pro založení LSD byla Letní jazzová dílna Karla Velebného ve Frýdlantu.
V současnosti[kdy?] je jediným festivalem v České republice, který umožňuje účast jak ve sborových ateliérech, tak i v semináři sólového zpěvu nebo v ansámblovém semináři. V minulých ročnících se také otevřela možnost vyzkoušet si zpěv i ve vokálních skupinách.

## Žánrové zaměření
Festival se v prvních ročnících zaměřoval na sborový zpěv, ale rychle přistoupil na rozšíření příležitostí vzdělání v dalších pěveckých oblastech.
Sborové ateliéry se zaměřují na současnou hudbu, žánry jako pop, jazz, gospel, ale věnuje se i výuce beatboxu nebo bodypercussion. Velmi často vznikají výhradně pro účely LSD Lomnice nové autorské aranže jako například skladby lidových písní pro sbor Zuzany Lapčíkové, jazzové aranže pro sbor Skipa Wilkinse nebo zhudebněné básně Dady Klementové. Ojedinělým počinem byla skladby pro dva sbory a lomnické zvony Lukáše Prchala.